# Desa Tamansari (administrativ by i Indonesien, Jawa Timur, lat -8,13, long 114,24)
Desa Tamansari är en administrativ by i Indonesien.   Den ligger i provinsen Jawa Timur, i den sydvästra delen av landet, 800 km öster om huvudstaden Jakarta.